# Полканово
Полка́ново — село в Кяхтинском районе Бурятии. Входит в сельское поселение «Зарянское».

## География
Расположено в 9,5 км к западу от центра сельского поселения, села Унгуркуй, и в 58 км к востоку от районного центра — города Кяхта. В 5 км к западу от села проходит региональная автодорога Р441 Мухоршибирь — Бичура — Кяхта.

## Население
| 2002 | 2010 |
| ---- | ---- |
| 211  | ↘146 |